# Nadciekłość

Nadciekły hel tworzy na powierzchniach, z którymi się styka, cienką błonkę i wpływa do wewnętrznego naczynia

Nadciekłość (także nadpłynność) – stan materii charakteryzujący się całkowitym zanikiem lepkości.
Materia w stanie nadciekłym, puszczona w ruch w dowolnym obiegu zamkniętym, może w nim krążyć bez końca, bez żadnego dodatkowego nakładu energii.
Zjawisko to zostało odkryte przez Piotra Kapicę oraz niezależnie Johna F. Allena i Dona Misenera w 1937 r.
Zjawisko nadciekłości wynika ze szczególnych kolektywnych zjawisk kwantowych występujących w cieczach znajdujących się w bardzo niskiej temperaturze. Na przykład dla izotopu helu 4He, obserwowana jest poniżej temperatury 2,17 K (-270,98 °C), zaś dla izotopu helu 3He, temperatura ta wynosi 1 mK – 2,6 mK w zależności od ciśnienia (0 – 30 barów) (przy całkowitym braku pola magnetycznego), czyli niewiele więcej od temperatury absolutnego zera.
Jakkolwiek w obu tych przypadkach zjawisko to daje taki sam efekt makroskopowy, przyczyna nadciekłości jest nieco inna. Atomy helu-4 są bozonami i dlatego ich nadciekłość może być tłumaczona faktem generowania kondensatu Bosego-Einsteina przez ten układ. Natomiast atomy helu-3 są fermionami, a ich własności w stanie nadciekłym mogą być raczej tłumaczone za pomocą mechanizmów matematycznych transformacji Bogolubowa, używanej także w teorii BCS, stworzonej na potrzeby wyjaśnienia zjawiska nadprzewodnictwa. W przybliżeniu mówi ona, że fermiony, takie jak atomy helu-3, łączą się w pary, które są bozonami i dopiero te pary tworzą kondensat Bosego-Einsteina. Próbę wyjaśnienia tego zjawiska podjął również Witalij Ginzburg we współpracy z Pitajewskim. Opublikowali oni początkową teorię parametru Ψ dla nadciekłości. Ginzburg razem z Sobianinem zaproponowali uogólnioną teorię nadciekłości.
Zjawisko nadciekłości helu jest szeroko stosowane do osiągania niskich temperatur w eksperymentach chemicznych i fizycznych (jest chłodziwem dla LHC, gdzie wymagana jest duża szybkość odprowadzania ciepła), a także w przemyśle.
Zanik lepkości przy zachowaniu uporządkowanej struktury przestrzennej ciała występuje w ciałach nadstałych.